# The Man from Manhattan
"The Man from Manhattan" is een single van de Britse muzikant Eddie Howell uit 1976. Het nummer bereikte dat jaar de zesde positie in de Nederlandse Top 40. In Vlaanderen behaalde de single de 22e positie.

## Achtergrond
In 1975 speelde Howell een concert in de Londense wijk Kensington om zijn nieuwe album, The Eddie Howell Gramophone Record, te promoten. Freddie Mercury, de zanger van de rockband Queen, was bij dit concert aanwezig. Hij was onder de indruk van het concert, en dan met name van het nieuwe nummer 'The Man from Manhattan'. Mercury bood aan het nummer te produceren en Howell nam dat aanbod dankbaar aan. Op het nummer is Mercury te horen als achtergrondzanger en speelt hij piano, en speelt mede-Queenlid Brian May een gitaarsolo. Zowel de achtergrondkoortjes als de gitaarsolo behoren tot het kenmerkende Queengeluid van midden jaren '70. Queen was op dat moment enorm populair vanwege hun album A Night at the Opera en het daarvan afkomstige nummer 'Bohemian Rhapsody'. Mede hierdoor werd het nummer een hit, waarna Howell besloot om heruitgaven van zijn album te hernoemen naar deze single.
Na het overlijden van Mercury in 1991 kwam er hernieuwde aandacht voor al het werk waar hij bij betrokken was. De single werd in 1994 op cd uitgebracht door Decision Records, waarbij de artiest nu aangepast werd naar "Freddie Mercury,  Brian May & Eddie Howell".  In 1997 gaf Pseudonym Records het album Ghost of a Smile van de Queen-voorloper Smile uit. Op dit album stonden zes nummers van deze band, alsmede twee versies van 'The Man from Manhattan'. Het nummer werd ook toegevoegd aan de 12-cd boxset The Solo Collection van Mercury (2000).

### Hitlijsten
| The Man from Manhattan in de Nederlandse Top 40 - binnen: 24-07-1976 | The Man from Manhattan in de Nederlandse Top 40 - binnen: 24-07-1976 | The Man from Manhattan in de Nederlandse Top 40 - binnen: 24-07-1976 | The Man from Manhattan in de Nederlandse Top 40 - binnen: 24-07-1976 | The Man from Manhattan in de Nederlandse Top 40 - binnen: 24-07-1976 | The Man from Manhattan in de Nederlandse Top 40 - binnen: 24-07-1976 | The Man from Manhattan in de Nederlandse Top 40 - binnen: 24-07-1976 |
| Week                                                                 | 1                                                                    | 2                                                                    | 3                                                                    | 4                                                                    | 5                                                                    | 6                                                                    |
| -------------------------------------------------------------------- | -------------------------------------------------------------------- | -------------------------------------------------------------------- | -------------------------------------------------------------------- | -------------------------------------------------------------------- | -------------------------------------------------------------------- | -------------------------------------------------------------------- |
| Nummer                                                               | 18                                                                   | 10                                                                   | 6                                                                    | 6                                                                    | 17                                                                   | 35                                                                   |

| Nummer met noteringen in de NPO Radio 2 Top 2000 | '99  | '00 | '01  | '02  |
| ------------------------------------------------ | ---- | --- | ---- | ---- |
| Man from Manhattan                               | 1886 | -   | 1964 | 1771 |

1. ↑  Een '-' betekent dat het nummer niet was genoteerd en een vetgedrukt getal geeft de hoogste notering aan.
2. ↑  Deze tabel is bijgewerkt tot en met de laatste editie (2024).